# Église Fiodor-Stratilate-sur-la-rivière
L'église Fiodor-Stratilate-sur-la-rivière (en langue russe : Церковь Фёдора Стратилата на Ручью)
est un édifice religieux de Novgorod datant du XIVe siècle. Elle se situe au croisement de la rue Andréevskaïa et de la rue Fiodor-sur-la-rivière. Le nom de Fiodor Stratilate est la translittération du prénom russe qui peut se traduire aussi par celui de Théodore le Stratilate († IVe siècle), ou Théodore le Stratélate, général dans l'armée impériale, martyr à Héraclée, capitale de la province du Pont sous Licinius ; fêté le 8 février en Orient et le 7 février en Occident.

## Histoire
L'église est construite en 1360 à la demande du maire de Novgorod Siméon Andréévitch sur la rive de la rivière se jetant dans le Volkhov. Le nom de cette rivière est repris dans une chronique de l'année 6613 (correspondant à l'année 1105 de notre ère) sous la dénomination de Plotnitski, qui est transformé plus tard en Fiodorovski . La construction de l'édifice est achevée en une année. Durant plusieurs siècles elle fut l'église paroissiale de la rue Fiodor, dans le quartier du centre de Novgorod appelé Plotnitski konets. 
Après les travaux effectués durant l'année 1954, lors de la construction de la route Moscou - Léningrad, la rivière Fiodorovski fut voûtée. L'église s'est retrouvée du côté gauche de la rue dite Oulitsa Fiodorovski routcheï en partant du Volkhov.

## Architecture
Cette église est un édifice classique de l'architecture de Novgorod à l'époque où il fut construit, et est un des plus représentatifs de la période médiévale.
Elle est construite sur le modèle des quatre piliers; une coupole; une forme cubique. Sur la façade, et surtout aussi sur les tambours, figurent de nombreux éléments décoratifs. Plusieurs niches de la façade ont été décorées de fresques dans le passé. Selon le souhait de Siméon Andréévitch, cette construction devait servir également de véritable coffre-fort de pierre . Du côté ouest, un bâtiment annexe a été ajouté, ainsi qu'un clocher. Le tout construit au XVIIe siècle.
L'église devint un modèle d'architecture de Novgorod pour les générations qui ont suivi l'époque de sa construction.

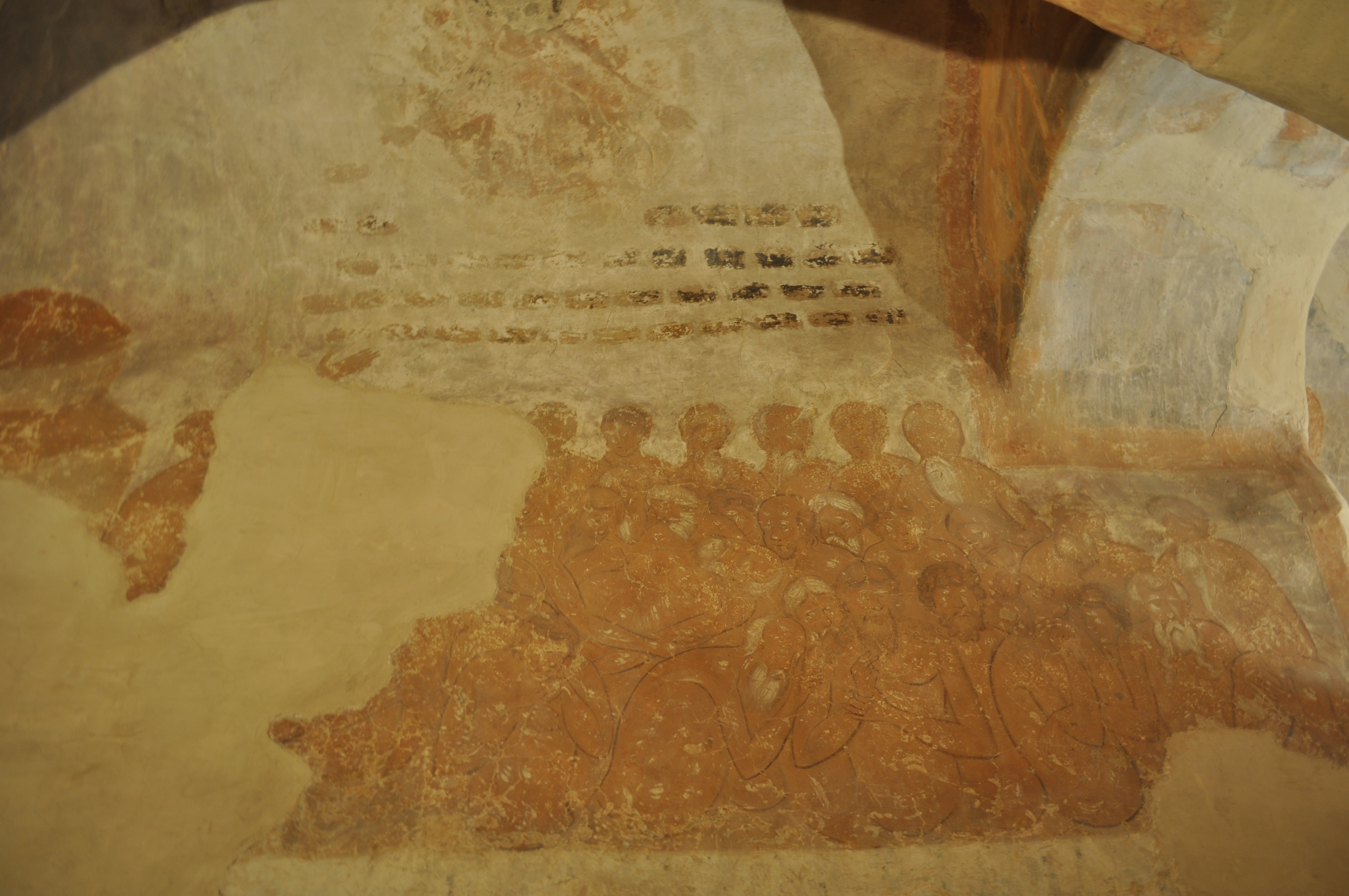
Les fresques de l'église Fiodor-Stratilate-sur-la-rivière

## Fresques
Les fresques de l'église datent de la seconde moitié du XIVe siècle. Elles ont été conservées, par fragment seulement, mais on en trouve sur tous les murs, les voûtes et les piliers. En 1910, la peinture a été dégagée d'une couche de chaux. Sa signification artistique est exceptionnelle. Selon Louis Réau, qui en écrit au début du XXe siècle, on pouvait les considérer comme un des meilleurs spécimen de l'art russe ancien. Elle se distinguent du style traditionnel de Novgorod par la dominance de leurs tons rouges-bruns. Cela permet de rapprocher ses fresques de celles de l'église de la Transfiguration-du-Sauveur-sur-Iline réalisées par Théophane le Grec. D'autant plus que les personnages réalisés par les fresquistes dans chacun des deux édifices sont très ressemblants. De nombreux petits détails accessoires se répètent d'une église à l'autre. Toutefois les fresques de Église Fiodor-Stratilate-sur-la-rivière empruntent aussi à la vie de Saint Théodore et à la Passion du Christ. Dans la scène de l'Annonciation on voit apparaître un vase de fleurs, un motif essentiellement occidental remarque Louis Réau. D'après l'historien d'art Alexandre Anisimov, ces fresques témoignent d'un art plus mûr que les esquisses de Volotovo. Selon lui ce serait la première œuvre qui subsiste de Théophane le Grec,,.

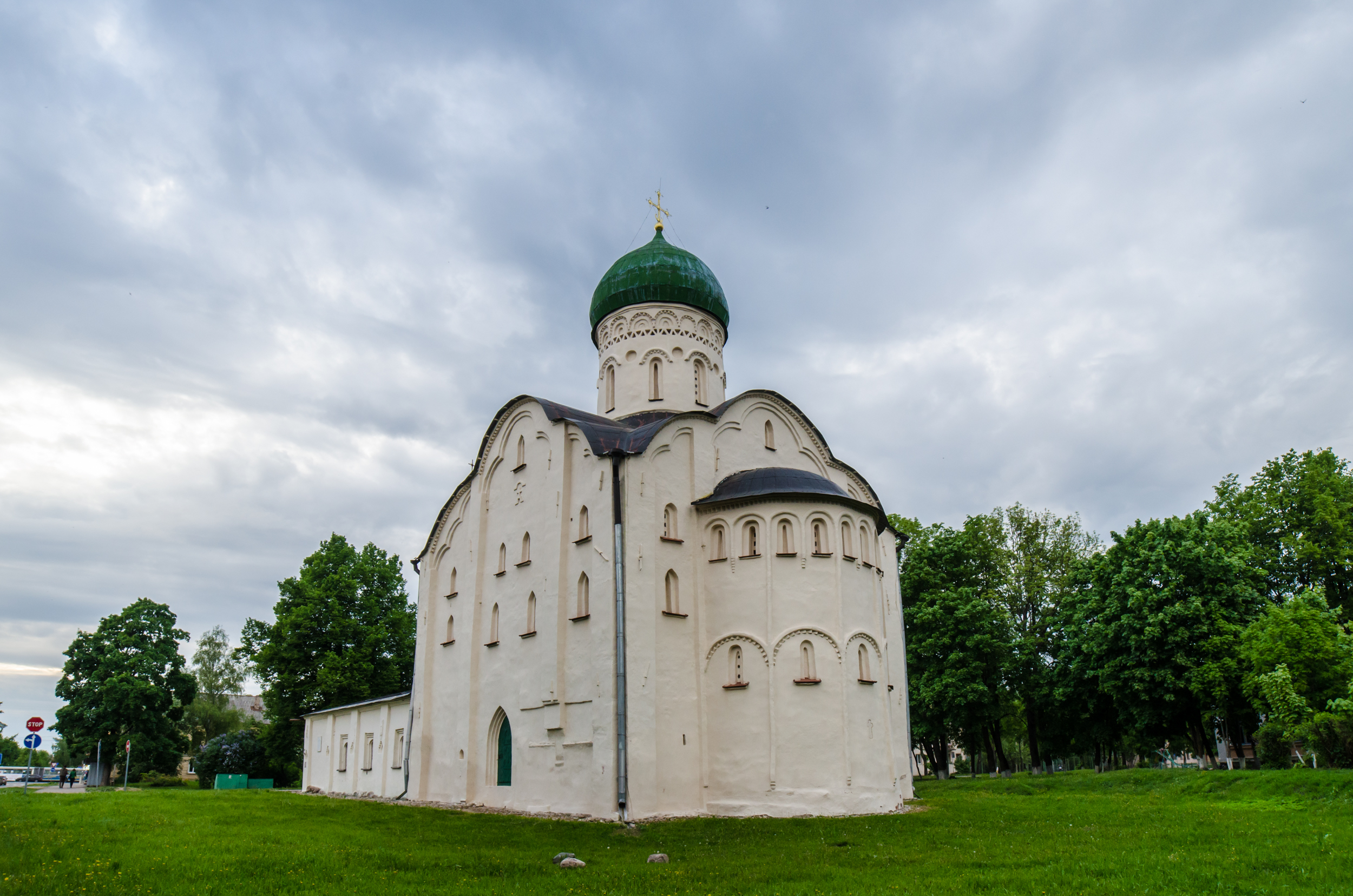
Vue de l'abside de St Théodore

Un siècle après les études d'Anisimov, les spécialistes sont toujours en désaccord sur leur attribution à Théophane le Grec.D'après Lazarev, si l'on ne connaîtra peut-être jamais la date et le nom de leur auteur, il est certain qu'elles proviennent de l'école théophanienne et que si ce n'est pas le maître c'est un proche disciple qui la réalisa, un alter ego. Il n'est pas exclu non plus qu'un disciple ait travaillé avec le maître à l'Église de la Transfiguration-du-Sauveur-sur-Iline puis qu'il ait aidé le maître Théophane pour réaliser les fresques de Saint Fiodor Stratilate.
L'influence de l'art byzantin du XIIIe siècle et du XIVe siècle est très remarquable dans la composition des différents personnages des fresques de cette église.
L'édifice fait partie aujourd'hui du musée-réserve de l'État à Novgorod mais reste ouvert au culte.

## Liens
- Достопримечательности. Церковь Фёдора Стратилата на Ручью

.